# (36285) 2000 DW103
2000 DW103 (asteroide 36285) é um asteroide da cintura principal. Possui uma excentricidade de 0.13982010 e uma inclinação de 5.07497º.
Este asteroide foi descoberto no dia 29 de fevereiro de 2000 por LINEAR em Socorro.